# Ангерран IV де Куси
Ангерран IV де Куси (фр. Enguerrand IV de Coucy; ок. 1240 — 1311) — виконт Мо, сир де Куси, сеньор Монмирайля, Кревкёра, Уази, Марля, Ла Фера, Крепи и Вервена. Младший сын Ангеррана III де Куси и Марии де Монмирай.

## Биография
Родился около 1240 года. Унаследовал сеньорию Куси в 1250 году после смерти Рауля II — старшего брата, погибшего в Египте в битве при Фарискуре во время Седьмого крестового похода.
Приказал без суда и следствия повесить троих фламандских юношей, которые охотились в его лесу. За это был арестован по приказу короля Людовика Святого и доставлен в Лувр. Получил прощение при условии выплаты пожертвований в пользу церкви и выплаты 10 тысяч парижских ливров на постройку госпиталя Понтуаз, монастыря и школ доминиканцев на улице Сен-Жак и церкви кордельеров в Париже (1259).
Также его обязали к поездке в Святую землю для участия в войне с неверными. Однако епископ Эврё Рауль II де Сирре, наделенный папой соответствующими полномочиями, освободил его от этой повинности в обмен на уплату ещё 12 тысяч ливров (1261). Деньги пошли в пользу крестоносцев.
В 1272 году продал шателению Камбре графу Фландрии Ги де Дампьеру (вместе с деревнями Кревкёр и Арлё за 20 тысяч фландрских ливров).
Первым браком (1258) был женат на Маргарите, дочери графа Оттона II Гельдернского. Детей у них не было.
Овдовев, Ангерран IV в 1288 году женился на Жанне Фландрской (ум. 1334), старшей дочери графа Фландрии Роберта III де Бетюна и графини Невера Иоланды Бургундской. Детей не было.
Умер в 1310 году, похоронен в аббатстве Нотр-Дам де Лонпон. Ему наследовали сыновья его сестры Аликс де Куси, жены Арнуля III де Гина, которые получили:
- Ангерран V — сеньории Куси, Марль, Ла Фер, Уази, Авренкур, Монмирайль, Конде-ан-Бри, Шато-Тьерри;
- Жан — виконтство Мо, сеньории Ла Ферте-Гоше, Ла Ферте-Анку.